# Pierre Robiquet
Pierre Jean Robiquet (14 de enero de 1780, Rennes – 29 de abril de 1840, Paris) fue un químico francés relacionado con el trabajo de numerosas materias químicas, entre ellas especialmente la asparagina, el primer aminoácido que fue descubierto y estudiado (1805), la alizarina (1826), la materia colorante roja sacada de la raíz de granza, que fue el primer colorante industrial (1868), y codeína (1832), que hoy es el principio activo derivado del opio el más utilizado en el mundo.

## Trabajos y publicaciones (francès)
- 1805 : Essai analytique des asperges Annales de chimie, nº 55 (1805), pp. 152–171
- 1806 : La découverte d'un nouveau principe végétal dans le suc des asperges L.N.Vauquelin et P.J.Robiquet, Annales de Chimie, nº 57, pp. 88–93.
- 1810 : Experiences sur les cantharides, Robiquet, Annales de Chimie, 1810, vol. 76, pp. 302-322.
- 1812 : Observations sur la nature du kermès, Robiquet, Annales de Chimie, 81 (1812), pp. 317–331.
- 1816 : Recherches sur la nature de la matière huileuse des chimistes hollandais, Robiquet, Colin, Annales de Chimie et de Physique, 1816, vol. 1, pp. 337-45.
- 1817 : Observations sur le mémoire de M. Sertuerner relatif à l’analyse de l’opium, Robiquet, Annales de Chimie et de Physique, nº 5 (1817), pp. 275–278;
- 1822 : Nouvelles expériences sur l’huile volatile d’amandes amères, Robiquet, Annales de Chimie et de Physique, 21 (1822), pp. 250–255.
- 1826 : De l'emploi du bicarbonate de soude dans le traitement médical des calculs urinaires
- 1826 : Sur un nouveau principe immédiat des végétaux (l’alizarine) obtenu de la garance Robiquet, Colin, Journal de pharmacie et des sciences accessoires, 12 (1826), pp. 407–412
- 1827 : Nouvelles recherches sur la matière colorante de la garance, Robiquet, Colin, Annales de chimie et de physique, 34 (1827), 225–253
- 1829 : Essai analytique des lichens de l’orseille, Robiquet, Annales de chimie et de physique, nº 42 (1829), pp. 236–257
- 1830 : Nouvelles expériences sur les amandes amères et sur l'huile volatile qu'elles fournissent Robiquet, Boutron-Charlard, Annales de chimie et de physique, nº 44 (1830), pp. 352–382
- 1831 : Nouvelles expériences sur la semence de moutarde
- 1832 : Nouvelles observations sur les principaux produits de l’opium, P.J.Robiquet, Annales de chimie et de physique, nº 51 (1832), pp. 225–267
- 1832 : Notice historique sur André Laugier (suivie d'une autre notice sur Auguste-Arthur Plisson)